# Yohani Kinyala Lauwo

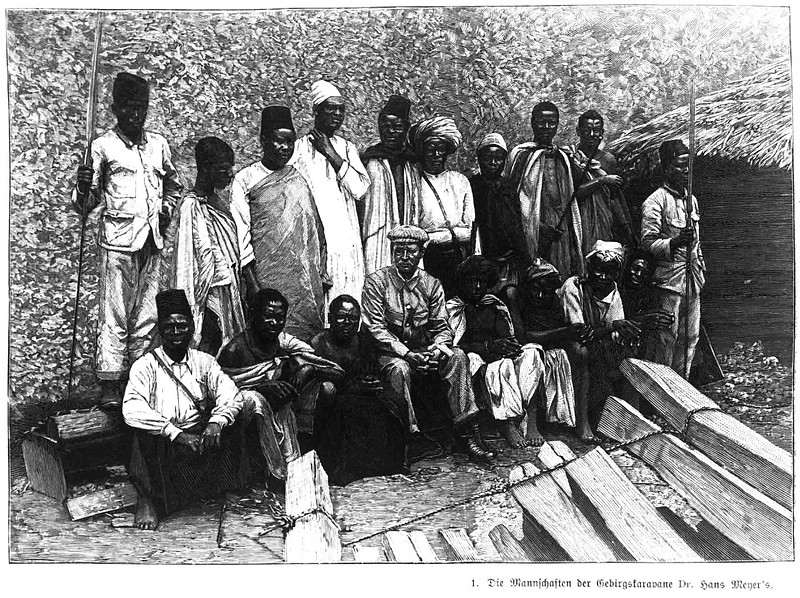
Expeditieleden van Hans Meyers beklimming van de Kilimanjaro in 1898. Mogelijk bevond Yohani Kinyala Lauwo zich in deze groep.

Yohani Kinyala Lauwo (1871 (?) - 10 mei 1996), later Mzee Lauwo genoemd, was een Tanzaniaanse berggids op de Kilimanjaro. Hij was naar verluidt een van de eerste Afrikanen die de top van de berg bereikte.

## Biografie
In 1989 was het honderd jaar geleden dat Hans Meyer en Ludwig Purtscheller voor het eerst Uhuru Peak, de top van de Kilimanjaro bereikten. Om dit te vieren trachtte het comité van de viering aan de hand van foto's en historische documenten de Afrikaanse gidsen en dragers van deze expeditie te identificeren, om deze postuum te kunnen eren met een certificaat. De comitéleden concludeerden dat Yohani Kinyala Lauwo waarschijnlijk een van deze personen was. Lauwo was op dat moment nog steeds in leven en woonde in Marangu, een dorp op de berghelling van de berg.
Lauwo woonde naar verluidt in 1889 al in Marangu en was op dat moment op zoek naar werk. Hij verhaalde dat de expeditieleider op zoek was naar een Nederlandse arts die zich op de helling van de Kibo had gevestigd. Ook vertelde Lauwo over de omstandigheden waarin hij de klim moest maken. Lauwo beweerde geen schoenen te dragen tijdens de klim en met de overige dragers met manchetten en stokken een weg door de wouden op de helling te moeten slaan. Naar aanleiding van zijn verslag concludeerde het comité dat Lauwo inderdaad tot Meyers expeditie behoorde, al zetten anderen hier hun vraagtekens bij, omdat hij dan de recordleeftijd van 124 of 125 jaar zou hebben bereikt.
Rond 1914 zou Lauwo drie keer de Kibo beklommen hebben en hij werkte tot de jaren 50 als berggids in Marangu. Tanzania National Parks Authority gaf hem in 1971 een huis in Marangu ter gelegenheid van zijn honderdste verjaardag, al is het niet met zekerheid te zeggen dat hij werkelijk in 1871 is geboren. In dit huis leefde hij met zijn twee vrouwen tot zijn dood op 10 mei 1996. Hij zou een leeftijd hebben bereikt van ruim 124 jaar. Bij de ingang in Marangu van het Kilimanjaro Nationaal Park werd een gedenksteen voor Lauwo geplaatst.